# Макридин, Александр Васильевич
Алекса́ндр Васи́льевич Макри́дин (16 июня 1925, Усть-Медведицкая, Сталинградская губерния — 4 сентября 1986, Москва) — Герой Советского Союза (1944), генерал-майор (1975).

## Биография
Родился 16 июня 1925 года в станице Усть-Медведицкая Сталинградской губернии (ныне город Серафимович Волгоградской области)в казачьей семье. В 1941 году окончил 8 классов школы, учился в Сталинградской спецшколе ВВС.
В армии с декабря 1941 года. Служил в пехоте.
Участник Великой Отечественной войны: в июле 1942 — автоматчик отдельной роты автоматчиков 25-й гвардейской стрелковой дивизии (Воронежский фронт). Участвовал в Воронежско-Ворошиловградской оборонительной операции. Был тяжело ранен и до сентября 1942 года находился на излечении в госпитале. В 1943 году окончил курсы младших командиров при 12-й армии.
В августе 1943 — феврале 1944 — комсорг батальона 1118-го стрелкового полка (Юго-Западный и 3-й Украинский фронты). Участвовал в Донбасской наступательной операции, битве за Днепр и Никопольско-Криворожской операции.
Особо отличился при форсировании Днепра. Как комсорг десантной группы полка в числе первых 26 сентября 1943 года переправился через реку в районе села Петро-Свистуново (Вольнянский район Запорожской области, Украина). Захватив плацдарм, десантная группа удержала его и обеспечила переправу подразделений полка, отразив свыше 10 вражеских контратак.
За мужество и героизм, проявленные в боях, Указом Президиума Верховного Совета СССР от 19 марта 1944 года старшему сержанту Макридину Александру Васильевичу присвоено звание Героя Советского Союза с вручением ордена Ленина и медали «Золотая Звезда».
В августе 1944 года окончил курсы политсостава 3-го Украинского фронта.
С августа 1944 — комсорг 3-го гвардейского стрелкового полка (2-й и 3-й Украинские фронты). Участвовал в Ясско-Кишинёвской, Дебреценской, Будапештской, Балатонской и Венской операциях. За время войны был дважды ранен.
24 июня 1945 года участвовал в Параде Победы в Москве.
До 1947 года продолжал службу комсоргом полка. В 1951 году окончил Военно-политическую академию. В 1951—1959 — старший инструктор, а в 1959—1962 — начальник отдела комсомольской работы Главного политуправления Советской Армии и Военно-Морского Флота, в 1962—1965 — начальник политотдела армейского корпуса (в Прикарпатском военном округе). В 1967 году окончил Военную академию Генштаба. В 1967—1968 — 1-й заместитель начальника политотдела армии.
В 1968—1972 — инспектор по приграничным военным округам инспекции по политорганам Главного политуправления Советской Армии и Военно-Морского Флота, в 1972—1984 — начальник политотдела 16-го Центрального научно-исследовательского испытательного института связи Министерства обороны (город Мытищи Московской области), в 1984—1985 — заместитель начальника спецфакультета по политчасти Военно-политической академии. С октября 1985 года генерал-майор А. В. Макридин — в отставке.

Могила Макридина на Кунцевском кладбище Москвы.

Жил в Москве. Умер 4 сентября 1986 года. Похоронен на Кунцевском кладбище в Москве.

## Награды
- Герой Советского Союза (19.03.1944);
- орден Ленина (19.03.1944);
- орден Отечественной войны 1-й степени (11.03.1985);
- орден Отечественной войны 2-й степени (4.12.1943);
- медали.

## Память
- Советом народных депутатов Волгоградской области от 23 апреля 1987 года принято решение о переименовании улицы Конторской в городе Серафимович — в улицу имени Героя Советского Союза А. В. Макридина[1].
- В городе Серафимович на здании коррекционной школы установлена мемориальная доска А. В. Макридину.

## Сочинения
Сочинения:

- Макридин А. В. Спорт — родное дело армейского комсомола. — М., 1958.
- Макридин А. В. Комсомольская организация и досуг воинов. — М., 1960.